# 너프 (게이밍)
너프는 성능이 하향되었다는 뜻으로 쓰이는 온라인 게임상의 은어이다. 어원은 울티마 온라인에서 아이템의 공격력은 하향시키자 유저들은 마치 플라스틱 장난감 칼(Nerf)을 휘드르는 것 같다고 비난했다. 이후 Nerf가 동사처럼 쓰여 온라인 게임상에서 쓰이게 된 것이다.
반댓말은 버프이다.